# Фосетт, Джордж
Джордж Фосетт (англ. George Fawcett; 25 августа 1860, Алегзандрия, Виргиния — 6 июня 1939, Нантакет, Массачусетс) — американский актёр эпохи немого кино.

## Биография
На сцене он появился в таких спектаклях как «Ghosts» (1905) с Мэри Шоу, «The Squaw Man» (1905) с Уильямом Фавершем, «The Great John Ganton» (1909) с актрисой Лореттой Тейлор, которая в те годы приобретала популярность, и «Getting A Polish» (1910) с известной киноактрисой Мэй Ирвинг.
Между 1915 и 1933 годами он снялся в 151 фильмах.
Джордж Фосетт родился в Александрии, штат Вирджиния, и умер в Нантакет, штат Массачусетс.
Его женой была актриса Перси Хасуэлл, от брака с которой родилась дочь.

## Ссылки

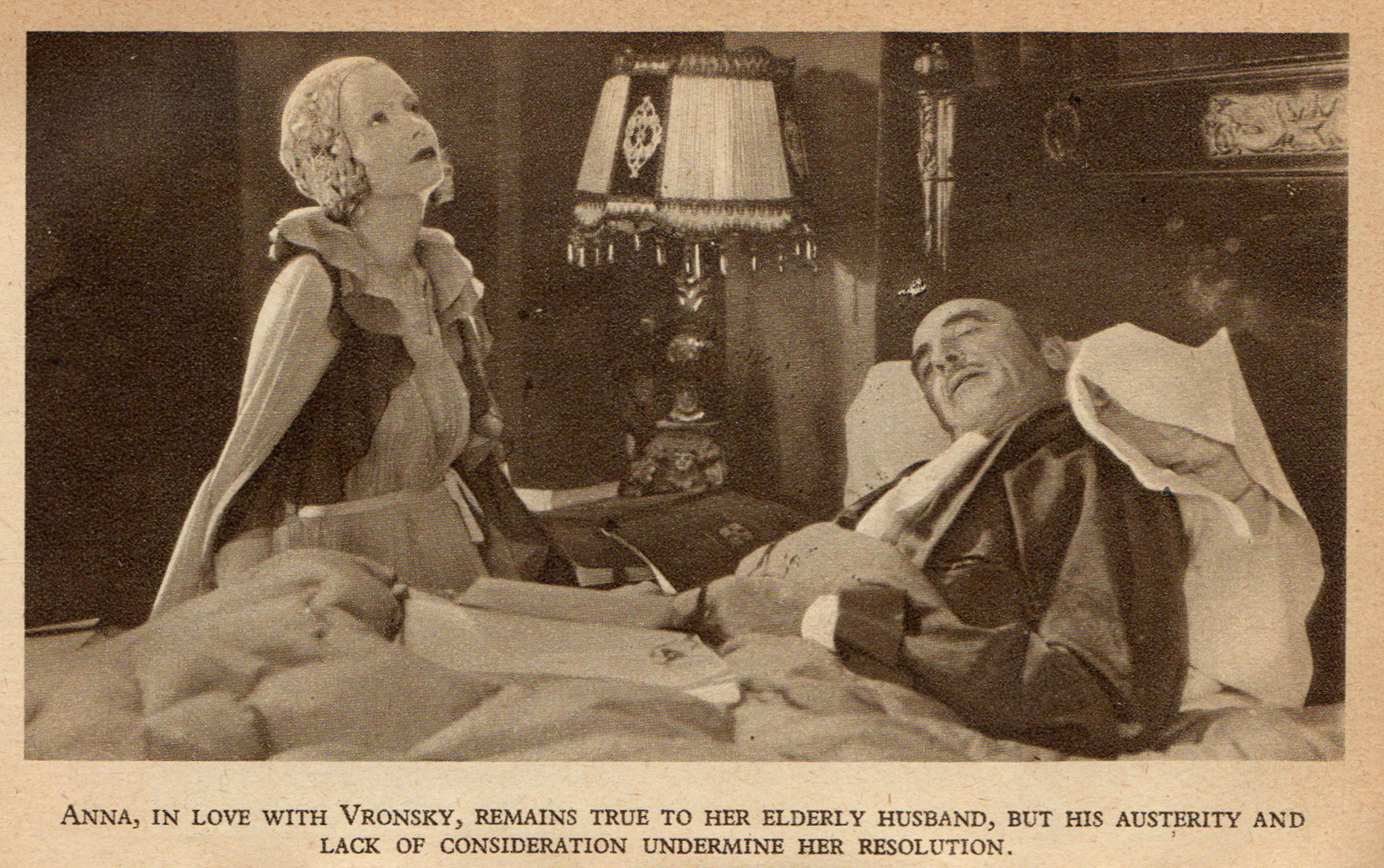
На кадре из фильма Любовь (1927).